# Mitopoiesi
La mitopoiesi (dal greco μυθοποίησις "creazione del mito") è l'arte o la tendenza a inventare favole, a formare miti.

## Definizione
La parola compare già nell'opera Völkerpsychologie e viene poi sviluppata dallo scrittore britannico J. R. R. Tolkien negli anni trenta; gli autori di questo genere, seguendo l'esempio di Tolkien, integrano temi mitologici tradizionali assieme ad archetipi nei propri lavori. Queste nuove mitologie, invece di emergere dopo secoli di tradizione orale come avviene nella realtà, sono create in un breve periodo di tempo da un singolo autore o da un piccolo gruppo di collaboratori. Oltre a Tolkien, fra i maggiori autori mitopoietici vanno ricordati C. S. Lewis, Howard Phillips Lovecraft, Frank Herbert, George MacDonald, Gilbert Keith Chesterton, Cesare Pavese, Stephen King.